# Sint-Isidoruskerk (St. Isidorushoeve)

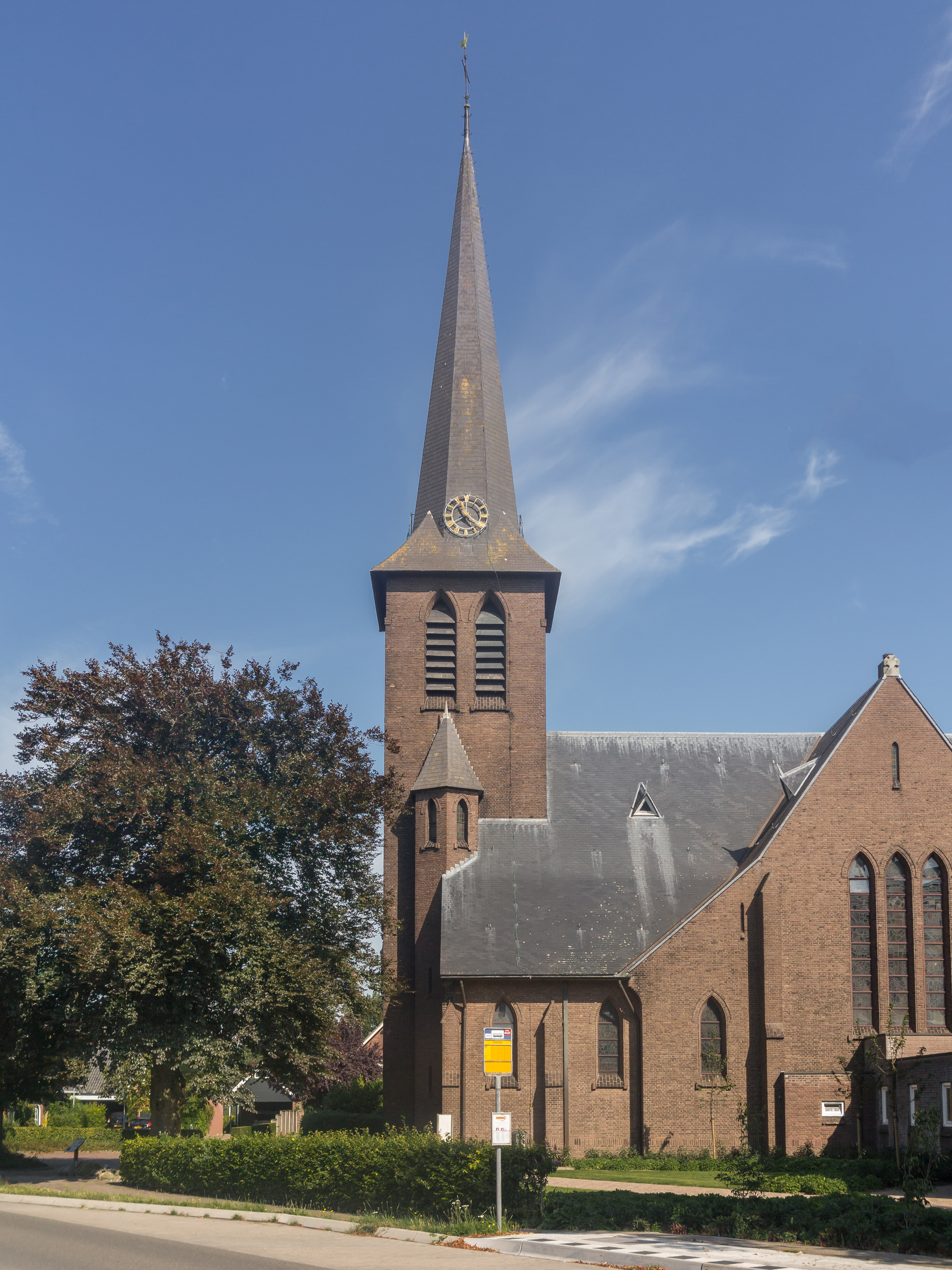

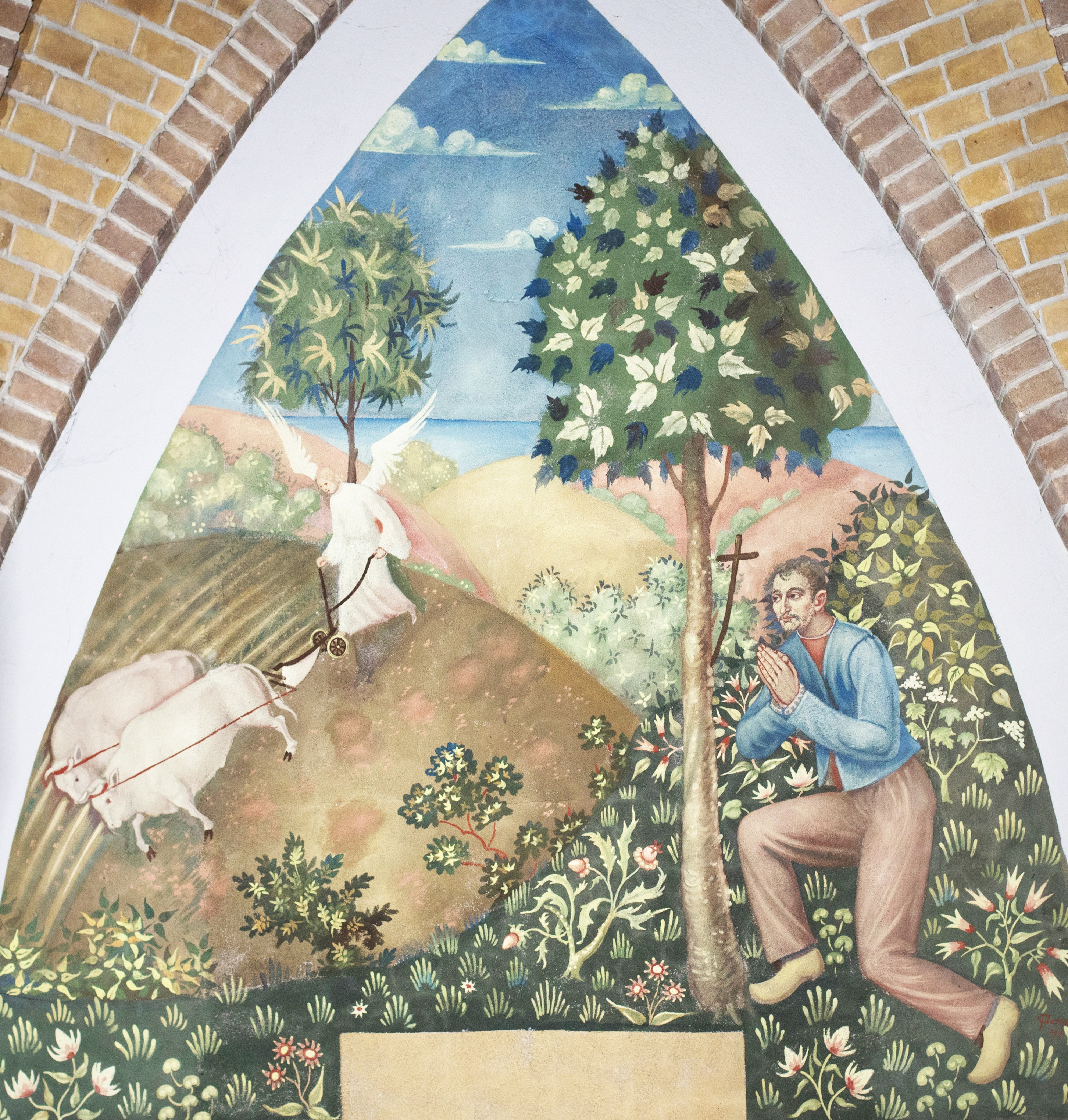
Jacob Ydema, St. Isidorus in gebed (1947-1949)

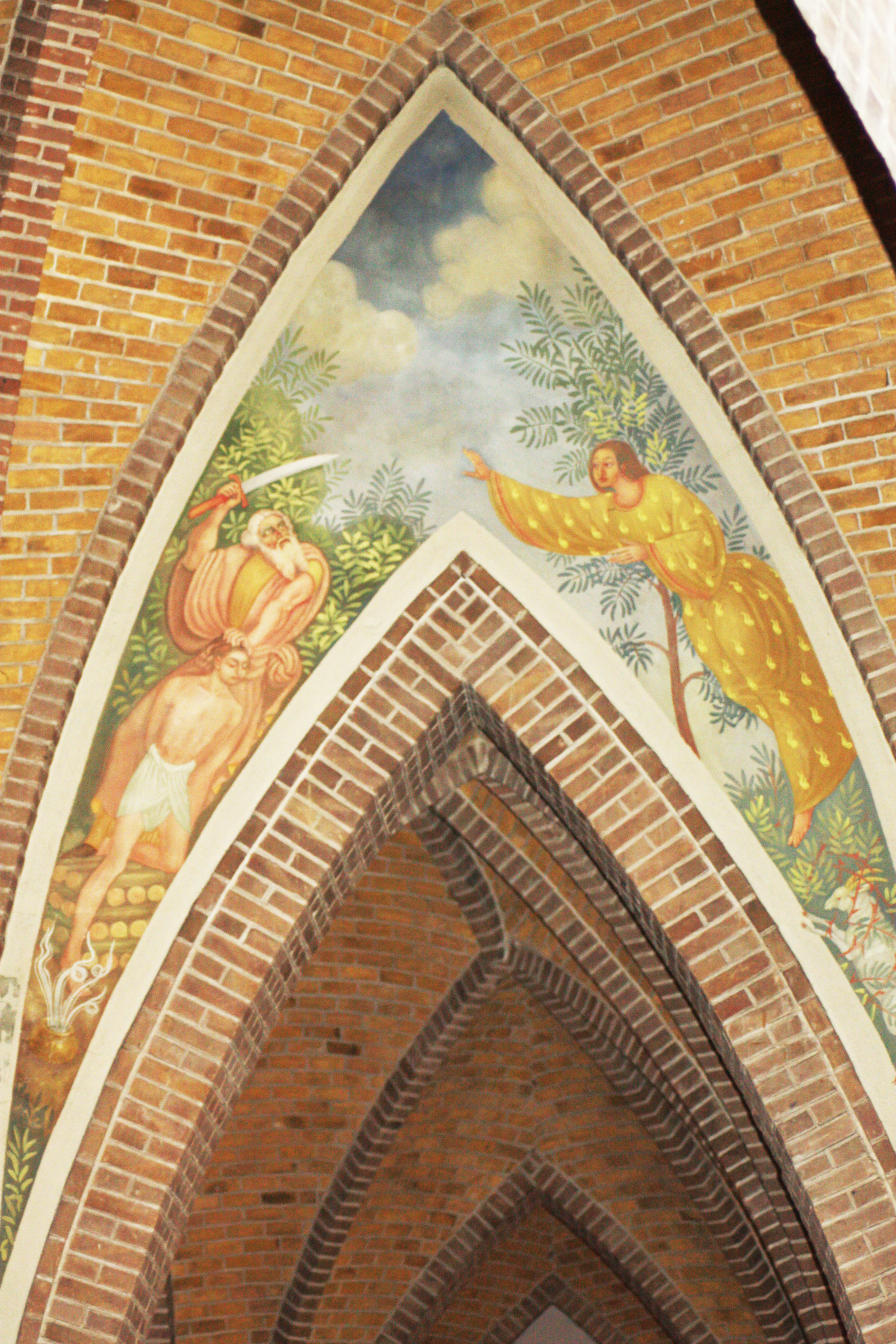
Jacob Ydema, Offer van Abraham (1947-1949)

De Sint-Isidoruskerk is een kerk in het Nederlandse kerkdorp St. Isidorushoeve, gelegen in de gemeente Haaksbergen in Overijssel.
De kerk is toegewijd aan de H. Isidorus, patroon van de boeren. Het gebouw werd ontworpen door architect J.H. Sluijmer uit Enschede en kwam in 1928 gereed. Het toont een traditionele bouwstijl met expressionistische elementen. De vormgeving is in karakteristiek voor de periode van het Interbellum. Er zijn meerdere overeenkomsten te zien tussen deze kerk en de kerken van H.W. Valk uit dezelfde periode, met wie Sluijmer bij gelegenheid ook samenwerkte.
In de periode 1947-1949 heeft de Friese schilder Jacob Ydema muurschilderingen aangebracht. Ydema gebruikte thema's uit zowel het Oude als het Nieuwe Testament. In zijn vroege werk liet Ydema zich inspireren door schilderingen uit de tijd van het maniërisme, waardoor hij wel wordt beschouwd als een vertegenwoordiger van de zogenoemde Barokke Groep onder de schilders uit de tijd van het Interbellum.
De muurschilderingen in St. Isidorushoeve tonen de rijpe stijl van de schilder, die wordt gekenschetst door een toenemende vereenvoudiging van vormen en stilering van ornamenten. Een karakteristiek voorbeeld daarvan is de muurschildering waarop de patroonheilige van de kerk te zien is. De heilige, qua grootte een reus onder zijn tijdgenoten, wordt gesnapt terwijl hij onder werktijd aan het bidden is; een engel neemt daartoe zijn werk op het land over. De figuren zijn gereduceerd tot hun essentie en de vegetatie doet denken aan de eenvoudige, maar indrukwekkende laat-middeleeuwse mille-fleurtapijten.
Dezelfde stijl is te vinden in werken van Ydema o.a. in de Maria-ten-Hemelopnemingkerk in Doetinchem (1947-1948, een kerk van voormelde architect Valk), de Antonius van Paduakerk in Nieuw-Dijk (1949-1951), en de Immaculate Conception-kerk in Jennings, Louisiana, Verenigde Staten (1957).